# Лепа, Мартин
Мартин Лепа (эст. Martin Lepa; 28 октября 1976, Таллин) — эстонский футболист, крайний защитник. Выступал за национальную сборную Эстонии.

## Биография

### Клубная карьера
На взрослом уровне дебютировал в сезоне 1993/94 в составе таллинской «Нормы», сыграл два матча в чемпионате Эстонии, а его команда стала серебряным призёром.
В 1994 году перешёл в таллинскую «Флору». За основной состав команды сыграл 16 матчей в сезонах 1994/95 и 1995/96, а также 2 матча в 1999 году. В остальное время выступал на правах аренды в высшем и первом дивизионах за фарм-клубы «Флоры» — команды из посёлка Лелле, «Тервис» (Пярну), «Тулевик» и «Курессааре».
По окончании сезона 2000 года завершил профессиональную карьеру, после этого несколько лет играл на любительском уровне за команды низших дивизионов.

### Карьера в сборной
Выступал за юношеские и молодёжные сборные Эстонии, начиная с 16 лет.
В национальной сборной Эстонии дебютировал 26 апреля 1995 года в отборочном матче чемпионата Европы против сборной Украины, заменив в перерыве Тоомаса Крыма. Всего в составе национальной команды сыграл 5 матчей, все — в 1995 году в рамках отборочного турнира ЧЕ-1996, только один из матчей отыграл полностью, голов не забивал.